# Тальмон
Тальмон (ивр. טלמון‎) — израильское религиозное поселение на юго-западе Самарийского нагорья, на границе уделов колен Эфраима и Биньямина. Муниципально относится к региональному совету Мате-Биньямин. Основано в 1989 году поселенческим движением Гуш Эмуним.

## История основания
Основано согласно решению Правительства Израиля в рамках коалиционного соглашения предусматривающего создание шести поселений за время каденции второго правительства Национального Единства под руководством Ицхака Шамира. Приказ о создании поселения подписал Министр Обороны Ицхак Рабин. Согласно легенде, в день создания поселения шёл сильный ливень, и тягач, везущий первый трейлер поселения, застрял на дороге, не доехав 2 километра до намеченного места. Так, Тальмон был основан не там где намечался, а на соседной горке. На изначально планированном месте было через три года создано поселение Нерия.

## История названия
Назван по имени семьи Левитов — стражей ворот Храма, упомянутой в книге Нехемии:
נחמיה פרק יא
פסוק י"ט
וְהַשּׁוֹעֲרִים עַקּוּב טַלְמוֹן, וַאֲחֵיהֶם הַשֹּׁמְרִים בַּשְּׁעָרִים--מֵאָה, שִׁבְעִים וּשְׁנָיִם.
נחמיה פרק יב
פסוק כ"ה
מַתַּנְיָה וּבַקְבֻּקְיָה עֹבַדְיָה מְשֻׁלָּם, טַלְמוֹן עַקּוּב--שֹׁמְרִים שׁוֹעֲרִים מִשְׁמָר, בַּאֲסֻפֵּי הַשְּׁעָרִים.
Часто можно услышать о Тальмон-Алеф, Тальмон-Бет и т. д. Причина в том, что раньше, когда ещё не закрепились уникальные названия за окружающими посёлками, все они именовались как «Тальмон + буква еврейского алфавита, соответствующая порядковому номеру». Так Тальмон-Алеф был собственно Тальмон, Тальмон-Бет — Нерия (она же Тальмон-Цафон — Северный), Тальмон-Гимель — Нерия — район постоянной застройки, Тальмон-Далет — Неве-Тальмон, Тальмон-hей — Хореш-Яарон, Тальмон Вав — Хораша. Когда был основан новый район Нерии — Зайт-Раанан, было принято решение не называть его Тальмон Зайин и перейти на уникальные названия для всех этих поселков.

## География
Поселение находится на высоте 530—650 метров над уровнем моря. В хорошую погоду из Тальмона можно видеть всю приморскую равнину Израиля от Хадеры до Ашкелона.
Поселение разделено на два района — собственно Тальмон и более новый Неве Тальмон.
Поселение является частью поселенческого блока Тальмон-Долев, включающего в себя Тальмон, Долев, Нерию, Нахлиэль, Хорашу и Хореш-Ярон.

## Население
По данным Центрального статистического бюро Израиля, население на начало 2020 года составляло 4 575 человек.

## Управление
Самоуправление поселением осуществляется Секретарём (платная исполнительная должность) и Советом («правительство» поселения работающее на добровольных началах).

## Учебные заведения
В Тальмоне находится региональная начальная и средняя государственно-религиозная школа для мальчиков «Ариэль», есть также многочисленные садики и ясли.

## Медицинские услуги
Больничная касса Леумит.

## Экономика
В поселении имеется продовольственный магазин «Минимаркет Цадок», спортивный центр «Глат Кошер», столярная мастерская.

## Религия
В Тальмоне функционируют три синагоги: Центральная, Сефардская, Неве Тальмон, есть Бейт Мидраш, миква.
Рав Тальмона — р. Рами Рахамим Бархияhу автор респонсов «Таль Браха».
Имеется отделение молодёжного движения «Бней Акива»

## Знаменитые жители
- р. Рами Рахамим Бархияhу — главный раввин полиции Израиля, автор респонсы «Таль Браха», основанной на ответах жителям Тальмона
- р. Иссахар Хайман — автор двухтомного комментария на «Орот аКодеш» р. Кука «Объяснение Орот аКодеш» (אורות הקודש המבואר)
- р. Ицхак Нисим — глава военной подготовительной мехины «Элиша»
- р. Охад Таhар-Лев — Директор «Мидрешет Линденбаум»
- Дани Хиршберг — генеральный секретарь движения «Бней Акива»
- Эмили Амруси — известная журналистка и писательница

## Тальмон в литературе
Русскоязычный израильский писатель Алекс Тарн избрал Тальмон одним из центральных мест действия романа «Протоколы сионских мудрецов».
Действие романа «Жалюзи» израильской писательницы и жителя Тальмона Эмили Амруси происходит в поселении Эльром, прообразом для которого служит Тальмон. Выбор названия Эльром следующий: как Эльром в романе путают с более известным кибуцем Эль-Ром, также и Тальмон часто путают с городком Тель Монд.